# Districtul Aïn El Arbaa
Aïn El Arbaa este un district din provincia Aïn Témouchent, Algeria.